# Новочарское городское поселение
Городско́е поселе́ние «Новочарское» — муниципальное образование в Каларском районе Забайкальского края Российской Федерации.
Административный центр — пгт Новая Чара.
24 июля 2020 года упраздняется в связи с преобразованием Каларского муниципального района в муниципальный округ.

## История
Статус и границы городского поселения установлены Законом Читинской области от 19 мая 2004 года «Об установлении границ, наименований вновь образованных муниципальных образований и наделении их статусом сельского, городского поселения в Читинской области».

## Население
| 2009  | 2010  | 2011  | 2012  | 2013  | 2014  | 2015  |
| ----- | ----- | ----- | ----- | ----- | ----- | ----- |
| 4365  | ↗4443 | ↘4438 | ↘4362 | ↘4240 | ↘4161 | ↘4133 |
| 2016  | 2017  | 2018  | 2019  | 2020  |       |       |
| ↘4121 | ↘4081 | ↘4049 | ↘3927 | ↘3875 |       |       |

## Состав городского поселения
| № | Населённый пункт | Тип населённого пункта      | Население |
| - | ---------------- | --------------------------- | --------- |
| 1 | Новая Чара       | пгт, административный центр | ↗4238     |
| 2 | Удокан           | посёлок                     | ↘102      |